# Monopode

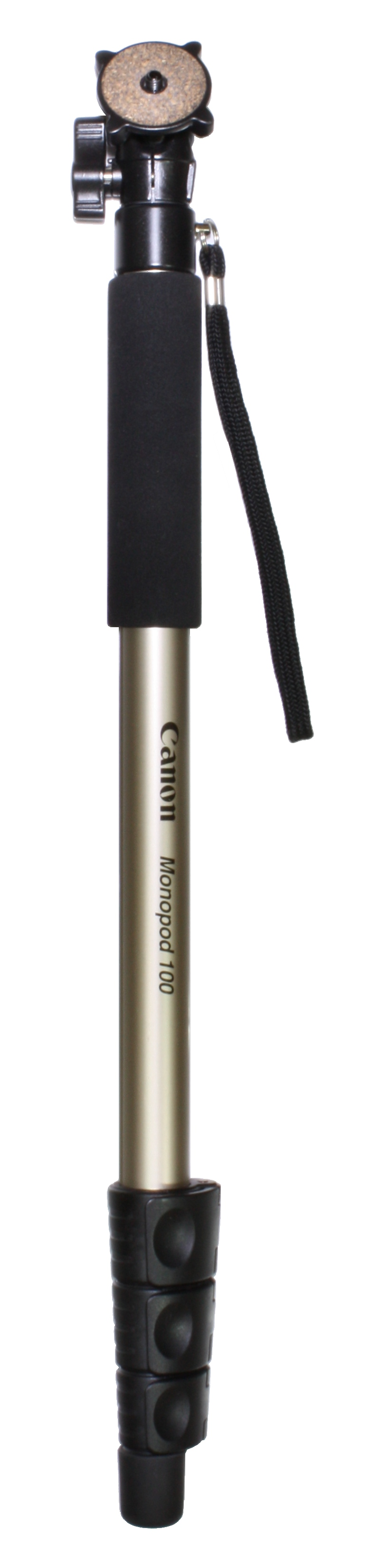
Un monopode

Un monopode (ou monopied) est un instrument utilisé en photographie ou pour la réalisation de vidéos légères pour stabiliser et élever l'appareil de prise de vues. Il présente l'avantage d'être plus léger que le trépied, installé plus rapidement, plus facile à utiliser sur des terrains plus difficiles. Il soulage le photographe ou le cadreur du poids de l'appareil, mais est moins stable que le trépied.

## Utilisation

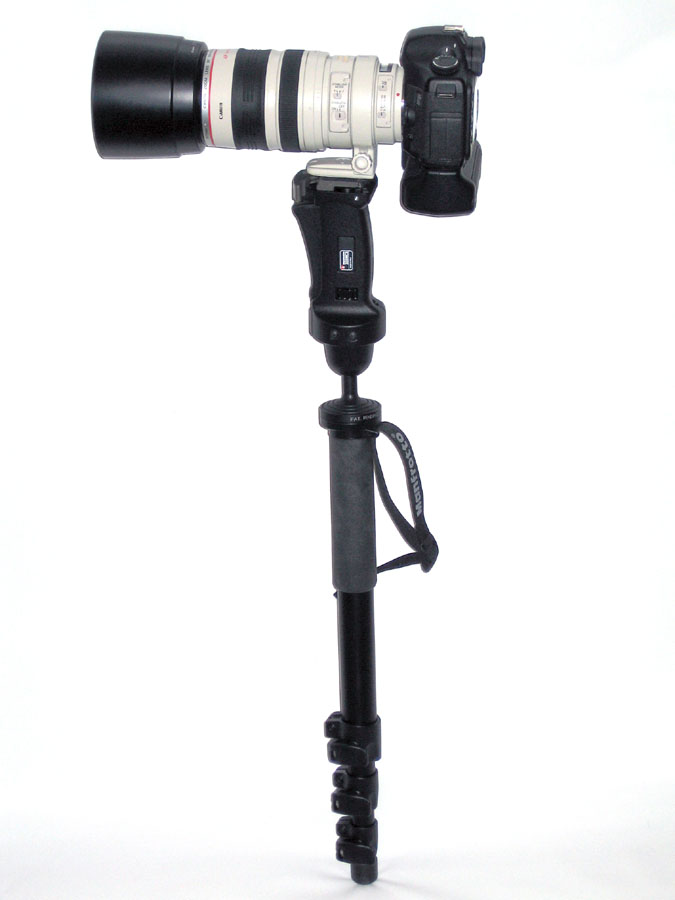
Monopode et appareil photo

Le monopode est plutôt utilisé pour la photographie d'action ou d'objets en mouvements alors que le trépied est souvent indispensable pour la photographie posée ou la vidéo, haute définition en particulier.
La mobilité du monopode sur tous les axes permet l'utilisation sans tête articulée, on fixe alors l'appareil directement sur le pied (en photographie de sport notamment, on utilise couramment des objectifs à longue focale dotés d'une bague de fixation de pied permettant de passer instantanément du cadrage horizontal au cadrage vertical - voir image à gauche).
On peut aussi y fixer une longue-vue ou certaines paires de jumelles.

## Construction
Au-dessus du pied, qui est généralement un patin anti-dérapant en caoutchouc souvent doublé d'une pointe métallique qu'on peut enfoncer dans le sol, une section télescopique supporte, sur une rotule, la tête et le dispositif de fixation de l'appareil. La tête peut être dotée d'un système de platines permettant de fixer ou enlever rapidement l'appareil : la partie mâle se visse au boîtier photographique, et vient s'emboîter dans la partie femelle sur la tête. Cela évite de devoir complètement visser et dévisser le boîtier à chaque fois.
Il est généralement fabriqué en aluminium, parfois en acier ou même en fibre de carbone.

## Types
Il existe une vaste gamme de monopodes. Certains peuvent être équipés d'une base à trois branches ou adaptés à la poignée d'un bâton de ski.

## Têtes
Les têtes à axes les plus complexes ont des contrôles séparés pour chaque degré de liberté : la caméra peut ainsi être élevée plus délicatement. Les manettes qui contrôlent la position peuvent être vissées pour fixer un ou deux degrés de liberté.
Les têtes à rotules sont construites autour d'une boule montée dans un creux, ce qui permet des mouvements dans les deux dimensions. Le boîtier est fixé à une tige qui sort de la boule, et qui porte une articulation pour basculer le boîtier entre les orientations portrait ou paysage.

## Pas de vis
Le pas de vis est celui d'un filetage standard, parfois appelé « pas Kodak », d'1/4 de pouce avec 20 filets par pouce (Whitworth). Le 3/8 de pouce, 16 tpi (turn per inch), est aussi utilisé pour les plus gros appareils.